# The Magic Numbers
The Magic Numbers est un groupe de rock indépendant britannique, originaire de Ealing, quartier de Londres, en Angleterre. Il est composé de paires de frères et de sœurs.

## Biographie

### Débuts
Le groupe se forme en 2002 sous le nom de Guess. Ils commencent en faisant des tours dans la ville de Londres et en utilisant l'argent récolté pour améliorer leur matériel.
Leur popularité s'intensifie en été 2004, et ils jouent plus tard pour des artistes et groupes de renom comme Travis, Ed Harcourt et Snow Patrol, apparaissant à plusieurs festivals britanniques. Cette même année, ils signent finalement un contrat avec le label Heavenly Records, et sortent en novembre 2004 leur premier single Hymn for Her en version très limitée, suivie de Forever Lost.

### The Magic Numbers

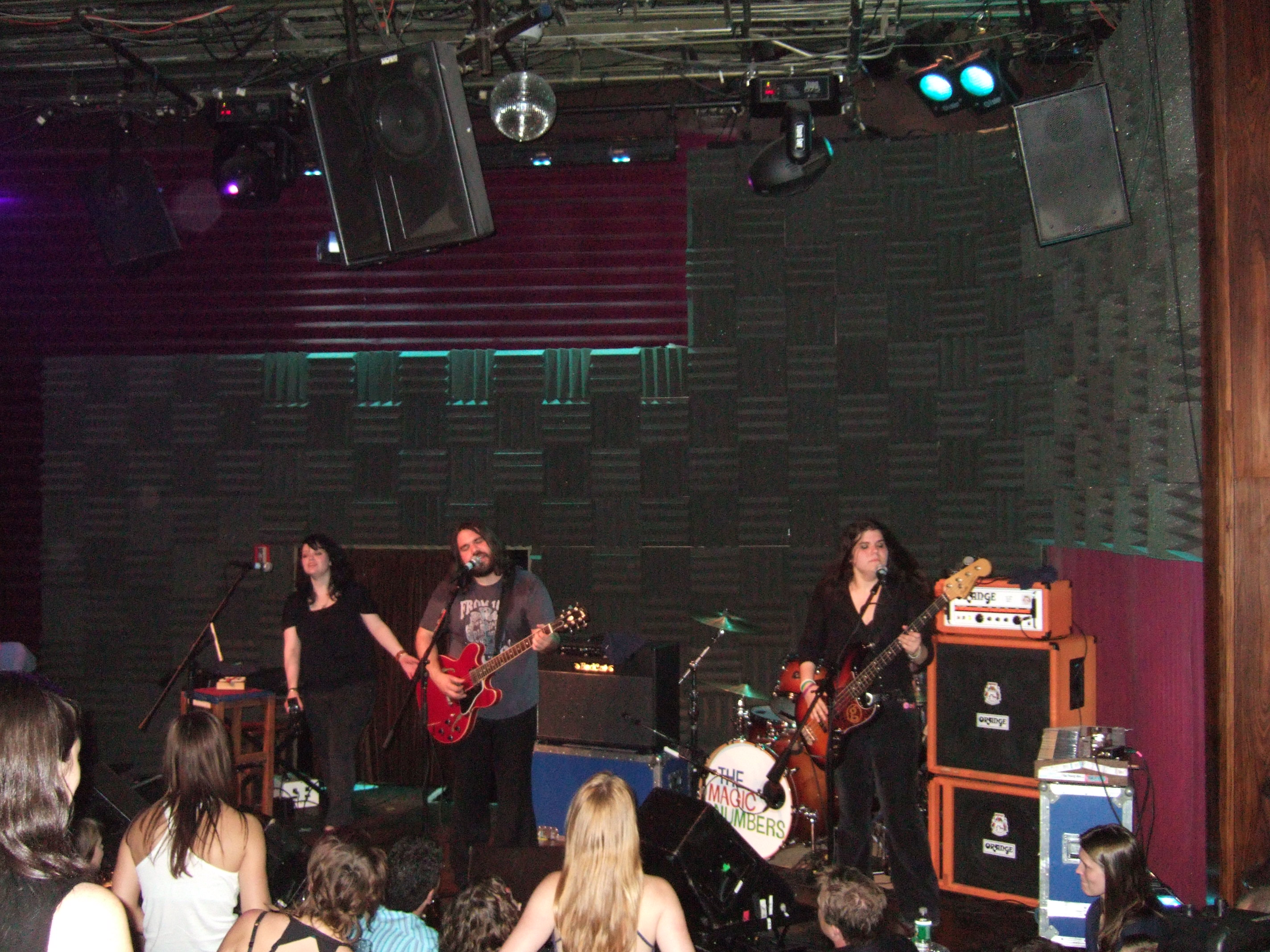
The Magic Numbers en 2006.

Ce n'est que trois ans après la formation du groupe, le 13 juin 2005, qu'ils sortent leur premier album éponyme. Il est suivi par les singles Love Me Like You, Love's a Game et I See You, You See Me. Cette même année, le groupe collabore avec les Chemical Brothers sur l'album Push the Button en participant à l'écriture et en assurant le chant de la chanson Close Your Eyes. L'album est nommé pour un Mercury Music Prize en 2005.
Après la sortie de leur premier album, qui remporte un certain succès (7e position aux charts), le groupe passe les premiers mois de l'année 2006 en tournée dans le monde, notamment aux États-Unis, en Australie ou en Europe. Ils attirent l'intérêt de la presse en participant à l'émission Top of the Pops durant laquelle Richard Bacon les a insulté physiquement peu avant leur apparition avec leur single Love Me Like You. Après leur retour de tournée en automne 2006, il se mettent à travailler sur leur album suivant, Those the Brokes, qui sort le 6 novembre.

### Those the Brokes
Après une grande tournée en soutien à leur premier album, The Magic Numbers revient en automne 2006 avec l'album Those the Brokes. Le groupe tourne aussi significativement pour cet album, jouant notamment avec The Who à Southampton, et au Glastonbury Festival. L'album est en partie enregistré à New York aux Allaire Studios pendant le printemps 2006. Un album live intitulé Live at the Kentish Town Forum est publié en février 2007.

### The Runaway
Le groupe se met en pause quelque temps en 2008, avant de revenir enregistrer à la fin 2009 un troisième album. Ils révèlent le titre, The Runaway. L'album est produit par Romeo Stodart avec Valgeir Sigurðsson, qui a collaboré avec Björk, Bonnie Prince Billy et Múm. Il est mixé par Ben Hillier, et publié le 26 juillet 2010. The Magic Numbers jouent la même année au festival Splendour in the Grass. Pendant leur séjour en Australie, ils jouent à Melbourne et Sydney avec Cloud Control. Ils jouent aussi au Glastonbury Festival annuel.
En 2012, Michele Stodart sort un album solo axé country, Wide-Eyed Crossing. Il comprend un duo avec Conor O'Brien des Villagers et soutient sa tournée solo. En 2016, elle annonce un deuxième album solo, Pieces, au label One Little Indian Records.

### Nouvel album
En mai 2013, The Magic Numbers annoncent leur première tournée acoustique au Phoenix d'Exeter le vendredi 6 septembre et au Brewery Arts Centre de Kendal le 4 octobre. Ils enregistreront par la suite dans des théâtres et églises britanniques et irlandaises avec le groupe britannique Goldheart Assembly,.
Leur quatrième album, Alias, est publié en août 2014. En novembre 2015, The Magic Numbers tournent au Royaume-Uni avec McAlmont and Butler.

## Membres
- Sean Gannon - batterie
- Angela Gannon - claviers, percussions, chant, xylophone
- Romeo Stodart - guitare, chant
- Michele Stodart - basse, chant

## Discographie
- 2005 : The Magic Numbers
- 2006 : Those the Brokes
- 2010 : The Runaway
- 2014 : Alias